# 新英湾区
新英湾区，位于中华人民共和国海南省的洋浦经济开发区。2009年3月，原干冲区、新英湾区和新都区三区合并为新干冲区。2015年1月新干冲区分设干冲区和新英湾区。

## 行政概况
新英湾区辖下分別有5个社区：新英湾社区、白沙社区、咸塘社区、五山社区、共呜社区。

## 学校
- 洋浦第一小学